# Oswaldo Barros Velloso
Oswaldo Barros Velloso (25 d'agost de 1908 - 8 d'agost de 1996) fou un futbolista brasiler.

## Selecció del Brasil
Va formar part de l'equip brasiler a la Copa del Món de 1930.

## Palmarès
- Campeonato Baiano (1):

Baianais Tennis: 1927
- Copa Río Branco (1):

Brasil: 1931